# 1560 Strattonia
1560 Strattonia este un asteroid din centura principală, descoperit pe 3 decembrie 1942, de Eugène Delporte.